# Philippe Mexès
Philippe Mexès (phát âm tiếng Pháp: [fi.lip mɛɡ.zɛs]; sinh ngày 30 tháng 3 năm 1982) là một cựu cầu thủ bóng đá người Pháp thi đấu ở vị trí hậu vệ. Anh từng thi đấu cho các câu lạc bộ Auxerre, Roma, A.C. Milan cũng như cho đội tuyển Pháp.

## Thống kê sự nghiệp
Câu lạc bộ
| Câu lạc bộ          | Mùa giải            | Giải quốc gia       | Giải quốc gia | Giải quốc gia | Cúp quốc gia | Cúp quốc gia | Châu lục | Châu lục | Khác | Khác | Tổng cộng | Tổng cộng |
| Câu lạc bộ          | Mùa giải            | Hạng                | Trận          | Bàn           | Trận         | Bàn          | Trận     | Bàn      | Trận | Bàn  | Trận      | Bàn       |
| ------------------- | ------------------- | ------------------- | ------------- | ------------- | ------------ | ------------ | -------- | -------- | ---- | ---- | --------- | --------- |
| Auxerre             | 1999–2000           | Ligue 1             | 5             | 0             | 1            | 0            | —        | —        | —    | —    | 6         | 0         |
| Auxerre             | 2000–01             | Ligue 1             | 32            | 0             | 4            | 0            | 3        | 0        | —    | —    | 39        | 0         |
| Auxerre             | 2001–02             | Ligue 1             | 30            | 3             | 2            | 0            | –        | –        | —    | —    | 32        | 3         |
| Auxerre             | 2002–03             | Ligue 1             | 34            | 1             | 4            | 0            | 11       | 0        | —    | —    | 49        | 1         |
| Auxerre             | 2003–04             | Ligue 1             | 32            | 3             | 5            | 0            | 8        | 1        | —    | —    | 45        | 4         |
| Auxerre             | Tổng cộng           | Tổng cộng           | 133           | 7             | 16           | 0            | 22       | 1        | —    | —    | 168       | 8         |
| Roma                | 2004–05             | Serie A             | 28            | 0             | 6            | 1            | 3        | 0        | —    | —    | 37        | 1         |
| Roma                | 2005–06             | Serie A             | 27            | 3             | 7            | 0            | 9        | 0        | —    | —    | 43        | 3         |
| Roma                | 2006–07             | Serie A             | 27            | 3             | 6            | 0            | 7        | 0        | —    | —    | 41        | 3         |
| Roma                | 2007–08             | Serie A             | 31            | 1             | 4            | 1            | 9        | 0        | —    | —    | 45        | 2         |
| Roma                | 2008–09             | Serie A             | 29            | 2             | 2            | 0            | 6        | 0        | —    | —    | 38        | 2         |
| Roma                | 2009–10             | Serie A             | 19            | 1             | 4            | 1            | 9        | 0        | —    | —    | 32        | 2         |
| Roma                | 2010–11             | Serie A             | 22            | 1             | 3            | 0            | 6        | 1        | —    | —    | 31        | 2         |
| Roma                | Tổng cộng           | Tổng cộng           | 183           | 11            | 32           | 3            | 49       | 1        | 3    | 0    | 267       | 15        |
| Milan               | 2011–12             | Serie A             | 14            | 0             | 3            | 0            | 6        | 0        | —    | —    | 24        | 0         |
| Milan               | 2012–13             | Serie A             | 25            | 1             | 1            | 0            | 6        | 1        | —    | —    | 32        | 2         |
| Milan               | 2013–14             | Serie A             | 22            | 2             | 2            | 0            | 7        | 0        | —    | —    | 31        | 2         |
| Milan               | 2014–15             | Serie A             | 20            | 2             | 0            | 0            | —        | —        | —    | —    | 20        | 2         |
| Milan               | 2015–16             | Serie A             | 5             | 1             | 2            | 0            | —        | —        | —    | —    | 7         | 1         |
| Milan               | Tổng cộng           | Tổng cộng           | 86            | 6             | 9            | 0            | 19       | 1        | 1    | 0    | 114       | 7         |
| Tổng cộng sự nghiệp | Tổng cộng sự nghiệp | Tổng cộng sự nghiệp | 402           | 24            | 56           | 3            | 90       | 3        | 4    | 0    | 549       | 30        |

Đội tuyển quốc gia
| Pháp      | Pháp | Pháp |
| Năm       | Trận | Bàn  |
| --------- | ---- | ---- |
| 2002      | 2    | 0    |
| 2003      | 3    | 0    |
| 2004      | 1    | 0    |
| 2005      | 0    | 0    |
| 2006      | 0    | 0    |
| 2007      | 2    | 0    |
| 2008      | 3    | 0    |
| 2009      | 2    | 0    |
| 2010      | 6    | 0    |
| 2011      | 3    | 1    |
| 2012      | 7    | 0    |
| Tổng cộng | 29   | 1    |

## Danh hiệu

### Câu lạc bộ

#### Auxerre
- Coupe de France: 2002–03

#### Roma
- Coppa Italia: 2006–07, 2007–08

#### Milan
- Supercoppa Italiana: 2011

### Quốc tế

#### U-18 Pháp
- UEFA European U-18 Championship: 2000

#### Pháp
- FIFA Confederations Cup: 2003

### Cá nhân
- Đội hình của mùa giải Ligue 1: 2002–03